# Believe Music
Believe (también conocida como Believe 2024 No Music; anteriormente conocida como Believe Digital) es una compañía mundial de música digital con sede en Francia, que ofrece soluciones digitales para artistas y sellos discográficos. Believe tiene varias marcas, incluidas TuneCore, Nuclear Blast, Naïve, Groove Attack y AllPoints.
Believe es una de las compañías de música digital líderes en el mundo.

## Historia

### Inicios
La empresa fue fundada en 2005 por Denis Ladegaillerie, Arnaud Chiaramonti y Nicolas Laclias.
La compañía opera desde su sede global (Believe SA) en París, y se introdujo en el mercado de Euronext en junio de 2021. Believe también tiene una filial en Luxemburgo (Believe International) que sirve como centro de distribución digital.

### Expansión
La expansión de Believe fue impulsada por la inversión de capital de crecimiento de 60 millones de dólares de Technology Crossover Ventures (TCV) y XAnge. En agosto de 2016, la compañía adquirió el sello independiente francés Naïve Records por 10 millones de euros, buscando mejorar el valor del extenso catálogo posterior de la compañía, y reinició la emisión del sello de nuevas grabaciones como CD físicos en 2017.
En 2021, Believe generó $682 millones de dólares en ingresos anuales, aumentando en comparación con el año anterior.
La compañía se ha embarcado en una campaña de expansión en el desarrollo de mercados de música digital como Rusia e India.

### Controversia de derechos de autor
Believe ha sido acusado de control de derechos de autor, particularmente en YouTube, donde se ha acusado que se ha involucrado en la reclamación de derechos de autor de obras que están libres de derechos de autor o de las que no poseen los derechos. La compañía fue objeto de una demanda federal de Nueva York alegando que estaban detrás de una infracción de derechos de autor a gran escala y intencional.

### Adquisición
En 2015, Believe anunció la adquisición de Musicast. El mismo año, Believe Digital adquiere TuneCore, la empresa estadounidense de distribución digital.
En 2016, Believe adquirió Naïve.
En 2018, Believe finalizó la adquisición del sello de metal alemán Nuclear Blast, otro sello alemán Groove Attack y tomó una participación del 49% en Lili Louise Musique. En septiembre de 2018, Believe adquirió una participación del 49% en el sello independiente francés Tôt ou Tard de Wagram Music.
En 2019, Believe adquirió Entco, especialista en producción de eventos en vivo de Mumbai, y cambió el nombre de la empresa a "Believe Entertainment". El mismo año, Believe adquirió otras tres empresas indias: Venus Music Private Ltd, especialista en música de Bollywood, Entco Music Private Ltd. (producción de eventos en vivo) y Canvas Talent Private Ltd, empresa de servicios, desarrollo y reservas para artistas con sede en India[cita requerida], especializada en servicios para artistas. En el mismo año, Believe adquirió una participación del 49% en 6&7 SAS.
En 2020, la compañía adquirió una participación mayoritaria (60%) en el sello DMC en Turquía, por 18,8 millones de euros, una participación en Ircam Amplify, entidad del Institut de Recherche et Coordination Acoustique/Musique (IRCAM), y los activos de SoundsGood, especializada en la creación de listas de reproducción en plataformas de transmisión.
En 2021, Believe adquirió una participación del 25% en Play Two, el sello discográfico independiente líder en Francia y una subsidiaria del grupo TF1. El mismo año, Believe adquirió una participación del 15% en Viva Music And Artists Group, con sede en Filipinas, participación del 51% en el sello independiente francés Jo&Co, y una participación del 76% en el sur de la India en el sello Think Music.

## Premios
En septiembre de 2019, el gobierno francés identificó a Believe como una de las 40 nuevas empresas francesas más prometedoras, con el índice French Tech Next40. En octubre de 2019, Believe fue nombrada la empresa "Allstar" de Europa en la 17.ª edición de los premios Annual Investor Allstars en Londres.